# 邦達里夫卡 (科洛馬克區)
49°46′43″N 35°19′54″E / 49.77861°N 35.33167°E
邦達里夫卡（烏克蘭語：Бондарівка）是位於烏克蘭東部的村莊，由哈爾科夫州博霍杜希夫區的科洛馬克市鎮負責管轄。該村始建於1775年，面積0.22平方公里，海拔高度164米，2001年人口96，人口密度每平方公里442.4人。